# Ion Vlasiu - Un drum spre oameni
Ion Vlasiu - Un drum spre oameni este un film românesc din 1988 regizat de Nicolae Cabel.